# Keizer Hendrik VI
Hendrik VI (Nijmegen, november 1165 – Messina, 28 september 1197), uit het Huis Hohenstaufen, was sinds 1169 Duits koning, vanaf 1191 keizer van het Heilige Roomse Rijk, en vanaf 1194 ook koning van Sicilië, dit tot aan zijn dood.

## Levensloop
Hij was de tweede zoon van Frederik I (Barbarossa). Zijn oudere broer Frederik was geboren in de oude Longobardische hoofdstad Pavia. Daarom werd voor hem als tweede kind een wat minder belangrijke geboorteplek uitgezocht: het Valkhof te Nijmegen, waar toen net de burcht was voltooid door keizer Barbarossa.
Frederik overleed jong, waarna Hendrik al op driejarige leeftijd in Aken werd gekroond tot Duits koning. Hij kreeg hierna een uitstekende opvoeding in de vrije kunsten van hofgeleerden. Hij was kunstzinnig, hield zich bezig met het schrijven van minneliederen, en ontwikkelde een passie voor de valkenjacht.
Een gepland huwelijk met Maria, de dochter van de Byzantijnse keizer Manuel I Komnenos, ging niet door. In 1184 ontving Hendrik tijdens de hofdag in Mainz zijn ridderslag. Er werd nu een huwelijk gearrangeerd met Constanza, een dochter van Rogier II, koning van Sicilië (-1154), en vermoedelijke erfgename van dit koninkrijk. Kort na deze hofdag ontsnapte hij aan de dood bij het latrine-incident van Erfurt, waarbij ongeveer 60 edelen omkwamen door verstikking in een beerput vol ontlasting. Hendrik kon ontsnappen omdat hij net op een stenen gedeelte van het balkon zat. 
In 1186 werd het huwelijk voltrokken in Milaan. Nadat zijn vader in 1189 vertrokken was op kruistocht, werd Hendrik tijdens diens afwezigheid belast met het feitelijke bestuur van het Duitse Rijk. Na de dood van zijn vader in 1190 werd hij ook officieel zijn opvolger, en werd hij op 14 april 1191 ook als Hendrik VI tot keizer gekroond. Het overlijden van koning Willem II (1166–1189) van Sicilië stelde hem in de gelegenheid het erfrecht van zijn vrouw Constanza te realiseren. Tancred van Lecce, een natuurlijke zoon van Willems broer Rogier, betwistte echter de opvolging en genoot daarbij de sympathie van het Siciliaanse volk. Hendrik probeerde met een veldtocht Tancred te verdrijven maar dit mislukte. Toen Tancred in 1194 overleed, kon Hendrik VI uiteindelijk zijn intocht in Palermo houden en er tot koning van Sicilië gekroond worden.
Maar voor het zover was, had hij eerst af te rekenen met ernstige moeilijkheden binnen het Duitse Rijk. Daar had de hertog van Beieren en Saksen, Hendrik XII (bijgenaamd de Leeuw, uit het Huis der Welfen), samen met zijn zoon een opstand ontketend, daarbij gesteund door de paus en de Engelse koning Richard Leeuwenhart. Hendrik VI had daarbij het geluk aan zijn kant: koning Richard werd bij zijn terugkeer van de Derde Kruistocht gevangengenomen door de Oostenrijkse hertog Leopold V (21 december 1192). Deze leverde zijn koninklijke gevangene aan de keizer uit, en Richard werd pas vrijgelaten (2 februari 1194) nadat deze zich ertoe verplicht had af te zien van zijn steun aan Hendrik de Leeuw, terwijl hij eveneens Hendrik VI als zijn wettige leenheer moest erkennen. Mede daardoor had Hendrik VI het verzet tegen zijn persoon in het Duitse Rijk gebroken. Zijn vergrijp tegen Richard Leeuwenhart zorgde er wel voor dat hij door de paus werd geëxcommuniceerd.
Toen ook Hendrik de Leeuw in 1195 overleed, kreeg Hendrik VI de gelegenheid om in zijn Italiaanse gebiedsdelen de regelingen door te voeren die daar zijn macht moesten versterken. In 1197 ontdekte Hendrik een samenzwering van Siciliaanse edelen om hem te vermoorden, waar mogelijk zijn vrouw Constanza ook bij betrokken was. Hij liet de betrokken baronnen onthoofden. Hij stelde van hem persoonlijk afhankelijke rijksambtenaren (ministerialen) aan, die in zijn naam het gezag uitoefenden. Op die manier lag de weg nu open voor de realisatie van zijn verdere ambities: de verovering van het "Heilige Land" (Palestina), het erfelijk maken van de Duitse kroon ten voordele van zijn nageslacht, en beheersing van het in ontbinding verkerende Byzantijnse Rijk.

### Overlijden

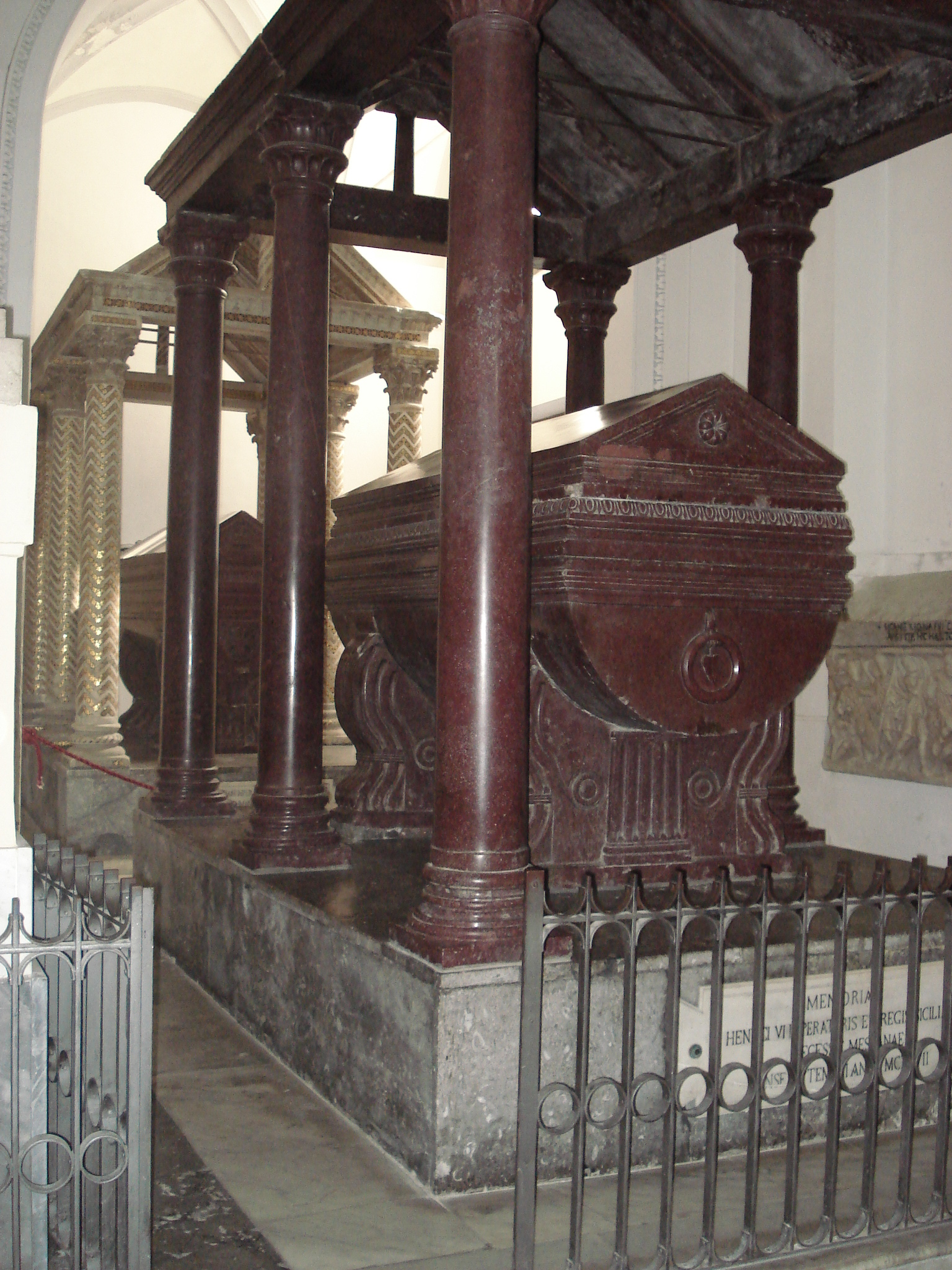
Graf van Hendrik VI in de kathedraal van Palermo

Deze plannen zijn nooit tot uitvoering gekomen; tijdens een jachtpartij in de buurt van Messina overleed hij aan de gevolgen van een koortsaanval. Hendrik VI werd slechts eenendertig jaar oud. Pas na een jaar, nadat de excommunicatie door de paus was opgeheven, kon hij begraven worden in de kathedraal van Palermo. Hij liet een vierjarig zoontje achter, dat hem, niet zonder moeilijkheden, in 1220 officieel als keizer zou opvolgen onder de naam Frederik II.

## Nalatenschap
Hendrik VI ging de geschiedenis in als een van de machtigste middeleeuwse heersers. Hij slaagde erin de koninklijke macht in het Duitse Rijk na een crisisperiode weer in aanzien te herstellen. In het koninkrijk Sicilië heerste hij als absoluut vorst, en versterkte daar het centralistische bestuurssysteem, waarmee zijn voorgangers een begin hadden gemaakt. Op naam van Hendrik VI zijn ook een aantal hoofse minneliederen bewaard gebleven.

## Voorouders
| Voorouders van Keizer Hendrik VI | Voorouders van Keizer Hendrik VI                                                     | Voorouders van Keizer Hendrik VI                                                     | Voorouders van Keizer Hendrik VI                                                     | Voorouders van Keizer Hendrik VI                                                     | Voorouders van Keizer Hendrik VI                                                     | Voorouders van Keizer Hendrik VI                                                     | Voorouders van Keizer Hendrik VI                                                     | Voorouders van Keizer Hendrik VI                                                     |
| -------------------------------- | ------------------------------------------------------------------------------------ | ------------------------------------------------------------------------------------ | ------------------------------------------------------------------------------------ | ------------------------------------------------------------------------------------ | ------------------------------------------------------------------------------------ | ------------------------------------------------------------------------------------ | ------------------------------------------------------------------------------------ | ------------------------------------------------------------------------------------ |
| Overgrootouders                  | Frederik I van Zwaben (1050-1105) ∞1090 Agnes van Waiblingen (1072-1143)             | Frederik I van Zwaben (1050-1105) ∞1090 Agnes van Waiblingen (1072-1143)             | Hendrik de Zwarte (1075-1126) ∞ Wulfhilde van Saksen (1072-1126)                     | Hendrik de Zwarte (1075-1126) ∞ Wulfhilde van Saksen (1072-1126)                     | Stefanus I van Bourgondië (1065-1102) ∞ Beatrix van Lotharingen (-)                  | Stefanus I van Bourgondië (1065-1102) ∞ Beatrix van Lotharingen (-)                  | Simon I van Lotharingen (1076-1139) ∞ Adelheid van Leuven (-)                        | Simon I van Lotharingen (1076-1139) ∞ Adelheid van Leuven (-)                        |
| Grootouders                      | Frederik II van Zwaben (1090-1147) ∞ Judith van Beieren (1103-1130)                  | Frederik II van Zwaben (1090-1147) ∞ Judith van Beieren (1103-1130)                  | Frederik II van Zwaben (1090-1147) ∞ Judith van Beieren (1103-1130)                  | Frederik II van Zwaben (1090-1147) ∞ Judith van Beieren (1103-1130)                  | Reinoud III van Bourgondië (1093-1148) ∞ 1130 Agatha van Lotharingen (-)             | Reinoud III van Bourgondië (1093-1148) ∞ 1130 Agatha van Lotharingen (-)             | Reinoud III van Bourgondië (1093-1148) ∞ 1130 Agatha van Lotharingen (-)             | Reinoud III van Bourgondië (1093-1148) ∞ 1130 Agatha van Lotharingen (-)             |
| Ouders                           | Keizer Frederik I Barbarossa (1122-1190) ∞ 1156 Beatrix I van Bourgondië (1145-1184) | Keizer Frederik I Barbarossa (1122-1190) ∞ 1156 Beatrix I van Bourgondië (1145-1184) | Keizer Frederik I Barbarossa (1122-1190) ∞ 1156 Beatrix I van Bourgondië (1145-1184) | Keizer Frederik I Barbarossa (1122-1190) ∞ 1156 Beatrix I van Bourgondië (1145-1184) | Keizer Frederik I Barbarossa (1122-1190) ∞ 1156 Beatrix I van Bourgondië (1145-1184) | Keizer Frederik I Barbarossa (1122-1190) ∞ 1156 Beatrix I van Bourgondië (1145-1184) | Keizer Frederik I Barbarossa (1122-1190) ∞ 1156 Beatrix I van Bourgondië (1145-1184) | Keizer Frederik I Barbarossa (1122-1190) ∞ 1156 Beatrix I van Bourgondië (1145-1184) |